# جو أومالي
جو أومالي (بالإنجليزية: Joe O'Malley)‏ هو منافس ألعاب قوى أمريكي، ولد في 1932 في سكرانتون في الولايات المتحدة، وتوفي في 20 مارس 2015 في مونتغومري في الولايات المتحدة.

## وصلات خارجية
- جو أومالي على موقع مرجع كرة القدم المحترفة.كوم (الإنجليزية)
- جو أومالي على موقع JustSportsStats.com (الإنجليزية)